# Formica pratensis
Formica pratensis là một loài European red wood ant thuộc họ Formicidae. Loài này có ở Áo, Bỉ, Bulgaria, Cộng hòa Séc, Estonia, Phần Lan, Pháp, Gruzia, Đức, Hungary, Ý, Latvia, Latviania, Luxembourg, Moldova, Hà Lan, Na Uy, Ba Lan, România, Nga, Serbia và Montenegro, Slovakia, Tây Ban Nha, Thụy Điển, Thụy Sĩ, Thổ Nhĩ Kỳ, và Ukraina.